# Jules Cassagneau de Saint-Amour
Pour les articles homonymes, voir Saint-Amour.
Jules Cassagneau de Saint-Amour, né le 3 juin 1800 à Zutkerque (Pas-de-Calais) et mort le 11 décembre 1861 à Saint-Omer (Pas-de-Calais), est un homme politique français.

## Biographie
Amateur de littérature, journaliste et écrivain, conseiller municipal de Saint-Omer, il est député du Pas-de-Calais de 1848 à 1849, siégeant à droite.
Jules Cassagneau de Saint-Amour a été membre des sociétés savantes suivantes :
- Académie des sciences, lettres et arts d'Arras, membre
- Comité des travaux historiques et scientifiques, membre correspondant (1850)
- Société académique des antiquaires de la Morinie, membre correspondant à Paris (1834-1858)
- Société académique du Boulonnais, membre
- Société d'agriculture de l'arrondissement de Saint-Omer, membre
- Société d'agriculture, du commerce, sciences et arts de Calais, membre
- Société nationale d'agriculture, sciences et arts de Douai, membre

## Sources
- « Jules Cassagneau de Saint-Amour », dans Adolphe Robert et Gaston Cougny, Dictionnaire des parlementaires français, Edgar Bourloton, 1889-1891 [détail de l’édition]